# Thalassoma hebraicum
Thalassoma hebraicum är en fiskart som först beskrevs av Lacepède, 1801.  Thalassoma hebraicum ingår i släktet Thalassoma och familjen läppfiskar. IUCN kategoriserar arten globalt som livskraftig. Inga underarter finns listade i Catalogue of Life.